# Lepidepecreella charno
Lepidepecreella charno är en kräftdjursart som beskrevs av J. L. Barnard 1966. Lepidepecreella charno ingår i släktet Lepidepecreella och familjen Lysianassidae. Inga underarter finns listade i Catalogue of Life.